# Wybory prezydenckie w Gruzji w 2018 roku
Wybory prezydenckie w Gruzji zostały przeprowadzone w dwóch turach 28 października i 28 listopada 2018. Siódma elekcja prezydencka po proklamowaniu niepodległości przez Gruzję w 1991 po zmianach w konstytucji w 2017 roku jest ostatnią przeprowadzaną w bezpośrednim głosowaniu. Po 2018 roku prezydentów wybierze 300-osobowe Kolegium Elektorów. W świetle tych zmian prezydent został wybrany na sześcioletnią kadencję.

## Kandydaci
Do udziału w wyborach zgłosiło się 46 osób, z których 21 zostało odrzuconych przez Administrację Wyborczą Gruzji. Ostatecznie zarejestrowanych zostało 25 kandydatów na prezydenta, co stanowi największą liczbę osób ubiegających się o ten urząd od pierwszych wyborów przeprowadzonych w Gruzji w 1991 roku. 6 października 2018 upłynął termin w którym kandydaci na prezydenta mogli wycofać się z udziału w wyborach. Z przysługującego prawa nikt nie skorzystał.

### Lista kandydatów
| Nr | Kandydat               | Zawód | Nominowany przez                                                   |
| -- | ---------------------- | --- | ------------------------------------------------------------------ |
| 1  | Dawit Bakradze         | Deputowany do parlamentu                                                                                          | Ruch na Rzecz Wolności – Europejska Gruzja                         |
| 2  | Zwiad Bagdawadze       | Bezrobotny | Platforma Obywatelska – Nowa Gruzja                                |
| 3  | Micheil Saluaszwili    | Polityk | Unia Przywrócenia Sprawiedliwości Narodowej: Pan jest naszą prawdą |
| 4  | Szalwa Natelaszwili    | Polityk | Gruzińska Partia Pracy                                             |
| 5  | Irakli Gorgadze        | Bezrobotny | Ruch dla Wolnej Gruzji                                             |
| 6  | Grigol Waszadze        | Były minister spraw zagranicznych Gruzji (2008–2012)                                                              | Zjednoczony Ruch Narodowy                                          |
| 7  | Giorgi Liluaszwili     | Wiceprezydent Gruzińskiej Akademii Narodowej                                                                      | Partia Gruzji                                                      |
| 8  | Salome Zurabiszwili    | Deputowana do parlamentu                                                                                          | Inicjatywna Grupa Wyborców                                         |
| 9  | Zwiad Mechatiszwili    | Polityk | Chrześcijańsko-Konserwatywna Partia Gruzji                         |
| 10 | Wachtang Gabunia       | Polityk | Ruch Chrześcijańsko-Demokratyczny                                  |
| 11 | Dawit Usupaszwili      | Były przewodniczący parlamentu Gruzji                                                                             | Wolni Demokraci                                                    |
| 12 | Besarion Tediaszwili   | Założyciel TF Construction                                                                                        | Inicjatywna Grupa Wyborców                                         |
| 13 | Lewan Czcheidze        | Kancelaria Prawna Czcheidze i Partnerzy                                                                           | Nowi Chrześcijańscy Demokraci                                      |
| 14 | Zwiad Iaszwili         | Bezrobotny | Partia Narodowo-Demokratyczna                                      |
| 15 | Zurab Dżaparidze       | Przewodniczący partii „Girczi”                                                                                    | Nowe Centrum Polityczne – Girczi                                   |
| 16 | Akaki Asatiani         | Polityk | Związek Gruzińskich Tradycjonalistów                               |
| 17 | Gela Chuciszwili       | Polityk | Ruch Polityczny Weteranów i Patriotów Gruzji                       |
| 18 | Kakhva Kukawa          | Polityk | Wolna Gruzja                                                       |
| 19 | Tamar Tskhoragauli     | Przedsiębiorca | Ruch Polityczny Wolność – Droga Zwiada Gamsachurdii                |
| 20 | Giorgi Andriadze       | Wiceprzewodniczący Komisji ds. Nauczania chrześcijańskiej teologii i historii religii w Gruzińskiej Akademii Nauk | Inicjatywna Grupa Wyborców                                         |
| 21 | Wladimer Nonikaszwili  | Dyrektor wydawnictwa House Paragraph                                                                              | Inicjatywna Grupa Wyborców                                         |
| 22 | Kachaber Cziczinadze   | Przedsiębiorca | Inicjatywna Grupa Wyborców                                         |
| 23 | Micheil Antadze        | Profesor | Państwo dla Ludzi                                                  |
| 24 | Otar Meunargia         | | Przemysł Ocali Gruzję                                              |
| 25 | Teimuraz Szasziaszwili | Bezrobotny | Inicjatywna Grupa Wyborców                                         |

## Wyniki wyborów
Pierwsza tura wyborów prezydenckich przeprowadzona 28 października 2018 roku nie przyniosła rozstrzygnięcia. Do drugiej tury z najlepszym rezultatem wyborczym przeszli Salome Zurabiszwili z 38,64% głosów poparcia i Grigol Waszadze, który przekonał do siebie 37,74%. W drugiej turze 28 listopada 2018 z wynikiem 59,52% zwyciężyła Salome Zurabiszwili.
| Kandydat                          | Kandydat                          | Partia                                                             | Pierwsza tura | Pierwsza tura | Druga tura | Druga tura |
| Kandydat                          | Kandydat                          | Partia                                                             | Głosy         | %             | Głosy      | %          |
| --------------------------------- | --------------------------------- | ------------------------------------------------------------------ | ------------- | ------------- | ---------- | ---------- |
|                                   | Salome Zurabiszwili               | Niezależna                                                         | 615 572       | 38,64         | 1 147 701  | 59,52      |
|                                   | Grigol Waszadze                   | Zjednoczony Ruch Narodowy                                          | 601 224       | 37,74         | 780 680    | 40,48      |
|                                   | Dawit Bakradze                    | Europejska Gruzja                                                  | 174 849       | 10,97         |            |            |
|                                   | Szalwa Natelaszwili               | Gruzińska Partia Pracy                                             | 59 651        | 3,74          |            |            |
|                                   | Dawit Usupaszwili                 | Ruch Rozwoju                                                       | 36 037        | 2,26          |            |            |
|                                   | Zurab Dżaparidze                  | Girchi                                                             | 36 034        | 2,26          |            |            |
|                                   | Kakhva Kukawa                     | Wolna Gruzja                                                       | 21 186        | 1,33          |            |            |
|                                   | Giorgi Andriadze                  | Niezależny                                                         | 13 133        | 0,82          |            |            |
|                                   | Teimuraz Szasziaszwili            | Niezależny                                                         | 9 481         | 0,60          |            |            |
|                                   | Tamar Tskhoragauli                | Ruch Polityczny Wolność – Droga Zwiada Gamsachurdii                | 4 004         | 0,25          |            |            |
|                                   | Besarion Tediaszwili              | Niezależny                                                         | 3 713         | 0,23          |            |            |
|                                   | Micheil Saluaszwili               | Unia Przywrócenia Sprawiedliwości Narodowej: Pan jest naszą prawdą | 2 970         | 0,19          |            |            |
|                                   | Lewan Czcheidze                   | Nowi Chrześcijańscy Demokraci                                      | 2 895         | 0,18          |            |            |
|                                   | Akaki Asatiani                    | Związek Gruzińskich Tradycjonalistów                               | 1 994         | 0,13          |            |            |
|                                   | Wachtang Gabunia                  | Ruch Chrześcijańsko-Demokratyczny                                  | 1 958         | 0,12          |            |            |
|                                   | Gela Chuciszwili                  | Ruch Polityczny Weteranów i Patriotów Gruzji                       | 1 623         | 0,10          |            |            |
|                                   | Kachaber Cziczinadze              | Niezależny                                                         | 1 418         | 0,09          |            |            |
|                                   | Micheil Antadze                   | Państwo dla Ludzi                                                  | 1 074         | 0,07          |            |            |
|                                   | Giorgi Liluaszwili                | Partia Gruzji                                                      | 892           | 0,06          |            |            |
|                                   | Zwiad Mechatiszwili               | Chrześcijańsko-Konserwatywna Partia Gruzji'                        | 713           | 0,04          |            |            |
|                                   | Otar Meunargia                    | Przemysł Ocali Gruzję                                              | 664           | 0.04          |            |            |
|                                   | Wladimer Nonikaszwili             | Niezależny                                                         | 633           | 0,04          |            |            |
|                                   | Irakli Gorgadze                   | Ruch dla Wolnej Gruzji                                             | 531           | 0,03          |            |            |
|                                   | Zwiad Bagdawadze                  | Platforma Obywatelska – Nowa Gruzja                                | 477           | 0,03          |            |            |
|                                   | Zwiad Iaszwili                    | Partia Narodowo-Demokratyczna                                      | 444           | 0'03          |            |            |
| Nieważne/puste głosy              | Nieważne/puste głosy              | Nieważne/puste głosy                                               | 53 847        | –             | 59 778     | –          |
| Razem                             | Razem                             | Razem                                                              | 1 647 878     | 100           | 1 988 787  | 100        |
| Zarejestrowani wyborcy/Frekwencja | Zarejestrowani wyborcy/Frekwencja | Zarejestrowani wyborcy/Frekwencja                                  | 3 518 877     | 46,83         | 3 528 658  | 56,36      |
| Źródło: CEC, CEC                  |                                   |                                                                    |               |               |            |            |